# Acetato de neodimio (III)
El acetato de neodimio(III) es una sal inorgánica compuesta de un catión de neodimio y tres aniones acetato donde el neodimio exhibe el estado de oxidación +3. 
Tiene una fórmula química {\displaystyle {\ce {Nd(CH3COO)3}}} , aunque informalmente se le puede denominar NdAc porque Ac es un símbolo informal del acetato.  Comúnmente se presenta como un polvo de color violeta claro.  

## Propiedades físicas
Como hidrato es un sólido de color púrpura que es hidrosoluble.   La solubilidad del compuesto aumenta cuando se añade acetato de sodio, formando un complejo azul.  Forma hidratos cristalinos  en la composición de {\displaystyle {\ce {Nd(CH3COO)3.nH2O\qquad n=\{1,4\}}}}, son cristales son rojos(n=1) o violetas(n=4) que pierden agua a 110 °C. 
El hidrato cristalino con la composición de {\displaystyle {\ce {Nd(CH3COO)3 . 4H2O}}} forma cristales de sistema cristalino triclínico, con el grupo espacial de P 1 y los parámetros celulares de a = 0,9425 nm, b = 0,9932 nm, c = 1,065 nm, α = 88,09°, β = 115,06°, γ = 123,69°. La mayoría de los cationes {\displaystyle {\ce {Nd{^{3+}}}}} están coordinados por 9 u 8 átomos de oxígeno de los ligandos de acetato, que conectan estos poliedros en láminas ligeramente arrugadas que se apilan en la dirección [010].  La fuente de neodimio cristalino es moderadamente soluble en agua, salicilato de metilo,  cloruro de bencilo, alcohol bencílico y disulfuro de carbono . 
En el rango de temperatura de 320 a 430 °C, el anhidrato se descompone para formar Nd2O2(CO3), que a través de una etapa intermedia adicional a 880 °C se descompone en óxido de neodimio .  

### Apariencia
Se presenta como un sólido en polvo higroscópico de color malva.  El hidrato resultante, como muchas otras sales de neodimio, tiene la propiedad de que aparece de diferentes colores bajo luz fluorescente. 

## Preparación
Se puede formar mediante neutralización del el ácido acético con óxido de neodimio, hidróxido de neodimio o carbonato de neodimio ): {\displaystyle {\ce {6CH3COOH + Nd2O3 -> 2Nd(CH3COO)3 + 3H2O}}}{\displaystyle {\ce {3CH3COOH + Nd(OH)3 -> Nd(CH3COO)3 + 3H2O}}}{\displaystyle {\ce {{6CH3COOH}+Nd2(CO3)3->{2Nd(CH3COO)3}+{3H2O}+3CO2\uparrow }}}
También se puede formar en una reacción con un imán de neodimio y ácido acético:
{\displaystyle {\ce {20CH3COOH + Nd2Fe14B -> 2Nd(CH3COO)3 + 7Fe(CH3COO)2 + 10H2 + B}}}
La reacción del cloruro de neodimio(III) y el acetato de sodio también puede producir acetato de neodimio (III): 
{\displaystyle {\ce {NdCl3 + 3Na(CH3COO) -> Nd(CH3COO)3 + 3NaCl}}}
También se puede formar haciendo reaccionar cualquier sal de neodimio con ácido acético.
El triacetato de neodimio anhidro se puede obtener mediante la oxidación directa de neodimio con ácido malónico en una ampolla de vidrio a 180 °C.  También es posible preparar el hidrato disolviendo óxido de neodimio(III) en ácido acético glacial, alcalinizándolo a un valor de pH de 4 con hidróxido de sodio y luego evaporando lentamente la solución.  Con diferentes valores de pH se pueden obtener diferentes hidratos. 

## Usos
El acetato de neodimio (III) se puede utilizar para:
- Fabricación de catalizadores [4]
- Fabricación de nanomateriales [4]
- Un sustituto del acetato de uranilo en microscopía electrónica [3]
- Preparación de nanopartículas de óxido de neodimio (III). [13]

También podría usarse como:
- Acondicionador de piel [14]
- Antimicrobiano [14]
- Colorante. [14]

### Sustituto del acetato de uranilo
El acetato de uranilo ha sido el agente de contraste estándar en microscopía electrónica de transmisión (TEM) durante décadas.   Sin embargo, su uso está cada vez más restringido debido a sus propiedades radioactivas así como a su alta toxicidad. Por ello, se están buscando alternativas, entre ellas los lantánidos o el azul platino     así como el uso de sustancias menos definidas como el extracto de té oolong.   A pesar de estas alternativas publicadas, el acetato de uranilo sigue siendo el estándar para el contraste EM. 
En la tabla periódica el ordenamiento vertical de los elementos en grupos se basa en la presencia del mismo número de electrones en su capa electrónica, lo que determina sus propiedades químicas y físicas.
Debido a que el neodimio (Nd) está justo encima del uranio (U), las propiedades químicas del acetato de uranilo y del acetato de neodimio(III) serían muy similares en la unión al tejido en secciones ultrafinas, lo que conduciría a una cantidad similar de contraste. 

### Vidrio
También se puede utilizar para vidrio, cristal y condensadores. Es útil en lentes protectoras para gafas de soldar. También se utiliza en pantallas de tubos de rayos catódicos para aumentar el contraste entre los tonos rojos y verdes. Es muy valorado en la fabricación de vidrio debido a su atractivo tinte púrpura. 